# 米卡 (德国)
米卡（德語：Mücka），是德国萨克森州的市镇，隶属于格尔利茨县。总面积为24.35平方千米，截至2023年12月31日总人口为964人。